# Campeonato Sudamericano de Hockey sobre césped masculino de 2016
El Campeonato Sudamericano de Hockey sobre césped masculino de 2016 se disputó del 1 al 9 de octubre de 2016 en el Colegio Nacional San José, Chiclayo, Perú. Fue válido como la Ronda 1 de la Liga Mundial 2016/17.

## Grupo único
| Equipo    | Pts | PJ | V | E | D | GF | GC | DIF |
| --------- | --- | -- | - | - | - | -- | -- | --- |
| Chile     | 15  | 5  | 5 | 0 | 0 | 44 | 0  | +44 |
| Venezuela | 12  | 5  | 4 | 0 | 1 | 31 | 6  | +25 |
| Uruguay   | 9   | 5  | 3 | 0 | 2 | 25 | 9  | +16 |
| Paraguay  | 5   | 5  | 2 | 0 | 3 | 13 | 20 | -7  |
| Perú      | 4   | 5  | 1 | 0 | 4 | 15 | 19 | -4  |
| Ecuador   | 0   | 5  | 0 | 0 | 5 | 1  | 75 | -74 |

### Resultados
| 1 de octubre de 2016 09:00 |     |          |  |  |
| Venezuela                  | 7–2 | Paraguay |  |  |

| 1 de octubre de 2016 11:15 |      |         |  |  |
| Chile                      | 24–0 | Ecuador |  |  |

| 1 de octubre de 2016 15:00 |     |      |  |  |
| Uruguay                    | 3–2 | Perú |  |  |

| 3 de octubre de 2016 09:00 |     |      |  |  |
| Chile                      | 8–0 | Perú |  |  |

| 3 de octubre de 2016 11:15 |     |          |  |  |
| Uruguay                    | 5–0 | Paraguay |  |  |

| 3 de octubre de 2016 15:00 |      |           |  |  |
| Ecuador                    | 0–16 | Venezuela |  |  |

| 5 de octubre de 2016 09:00 |      |         |  |  |
| Ecuador                    | 0–16 | Uruguay |  |  |

| 5 de octubre de 2016 11:15 |     |       |  |  |
| Venezuela                  | 0–2 | Chile |  |  |

| 5 de octubre de 2016 15:00 |              |      |  |  |
| Paraguay                   | 2–2 (3-2 SO) | Perú |  |  |

| 7 de octubre de 2016 09:00 |     |         |  |  |
| Paraguay                   | 9–1 | Ecuador |  |  |

| 7 de octubre de 2016 11:15 |     |       |  |  |
| Uruguay                    | 0–5 | Chile |  |  |

| 7 de octubre de 2016 15:00 |     |           |  |  |
| Perú                       | 1–6 | Venezuela |  |  |

| 9 de octubre de 2016 09:00 |     |         |  |  |
| Venezuela                  | 2–1 | Uruguay |  |  |

| 9 de octubre de 2016 11:15 |     |          |  |  |
| Chile                      | 5–0 | Paraguay |  |  |

| 9 de octubre de 2016 15:00 |      |         |  |  |
| Perú                       | 10–0 | Ecuador |  |  |

| Campeón del Campeonato Suramericano 2016 |
| ---------------------------------------- |
| Chile Primer Título                      |

## Clasificación general
| Pos | Equipo    |
| --- | --------- |
| 1   | Chile     |
| 2   | Venezuela |
| 3   | Uruguay   |
| 4   | Paraguay  |
| 5   | Perú      |
| 6   | Ecuador   |